# Nokia N80
De Nokia N80 is een 3G-smartphone van Nokia met ondersteuning voor UMTS/WCDMA. De telefoon bevat een 3 megapixelcamera met ingebouwde flitser, een camera op de voorkant, wifi, UPnP, een FM-radio, een mediaspeler, Bluetooth, ruimte voor een MiniSD-kaart en ondersteuning voor 3D Javaspellen.
De Nokia N80 is in 2006 op de Nederlandse markt verschenen.
N70 · N71 · N72 · N73 · N73 Music Edition · N75 · N76 · N77 · N80 · N81 · N82 · N85 · N90 · N91 · N92 · N93 · N93i · N95 · N96 · N97 · N800